# Ergolding
Ergolding település Németországban, azon belül Bajorországban. A település az Isar folyó bal partján fekszik, mintegy 5 kilométernyire északkeletre Landshuttól. Lakosainak száma 13 378 fő (2023. december 31.). Ergolding Weihmichl, Essenbach, Hohenthann, Landshut, Altdorf és Furth községekkel határos.

## Népesség
A település népessége az elmúlt években az alábbi módon változott:
| Lakosok száma | 809  | 2328 | 6867 | 9201 | 11 681 | 11 972 | 12 232 | 12 483 | 12 957 | 13 378 |
|               | 1875 | 1950 | 1975 | 1987 | 2012   | 2014   | 2016   | 2017   | 2021   | 2023   |